# 特倫
42°50′N 22°39′E / 42.833°N 22.650°E

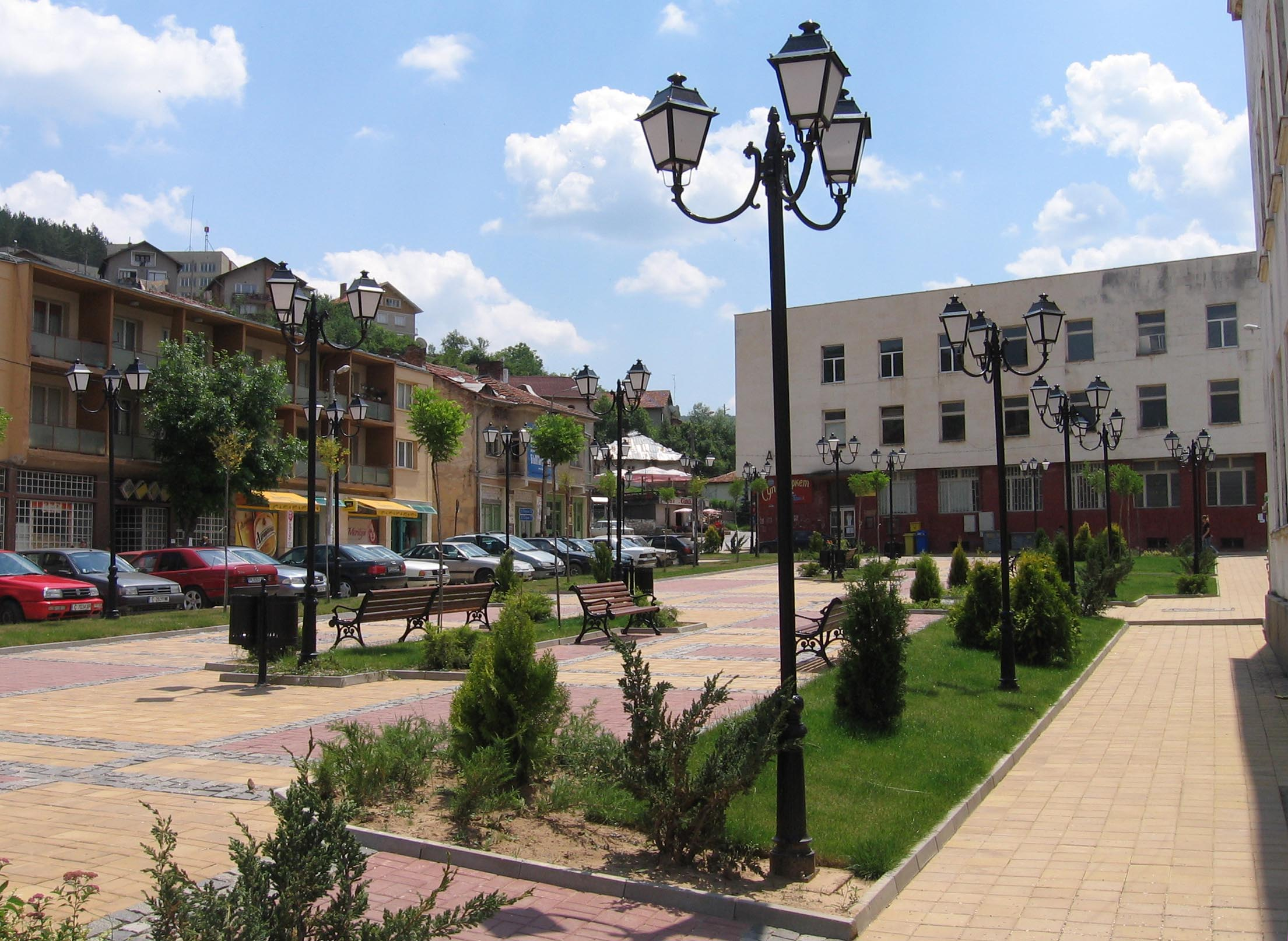

特倫是保加利亞的城鎮，位於該國西部，距離首府佩爾尼克30公里，毗鄰與塞爾維亞接壤的邊境，由佩爾尼克州負責管轄，海拔高度790米，受大陸性氣候影響，2007人口2,614，居民主要信奉東正教。